# Легені (китайська медицина)
Легені (肺, Фей) є одним із Інських органів, передбачених традиційною китайською медициною. Це функціонально визначений суб'єкт, а не еквівалент анатомічному органу з такою ж назвою.

## Легені у контексті У-Сін
Легені є Інським органом. Розташований у грудній клітині, він контактеє з горлом і виходить до носа. Він займає найвищу позицію серед У-Сін органів. Його меридіан з'єднується з меридіаном товстої кишки, з яким вони пов"язані як внутрішніми, так і зовнішніми зв"язками. Легені є парним органом, пов"язаним зі стихією металу і емоціями туги. Піковий час для легень є 3-5 ранку.

## Функції легень
Управління Ци і контроль дихання. Вони чистять повітря те енергію, що людина вдихає із повітрям.
```
* регулювання, руху по тілу та послаблення енергії Ци
*       регулювання рідин у тілі
*       управління шкірою і волоссям на тілі
*       вхід у ніс
```

## Домінування ци і контроль над диханням
Домінуюча ци має два аспекти: домінуючою ци дихання і домінуючою ци по всьому тілу. Домінуюча ци дихання означає, що легені є дихальним органом, через який зовнішня ци та внутрішня ци здатні змішатися. Через легені, тіло вдихає чисте ци з природного середовища і видихає відходи ци, відпрацьовану енергію внутрішніми органами. Домінування ци всього тіла означає, що функція легенів у диханні значно впливає на функціональну активність організму, і тісно пов'язана із формуванням грудної ци, яка утворюється з поєднання спільного ци води і їжі, після їх споживання людиною, і чиста, ци вдихається в легені. Коли функція легенів із домінуючою у них ци нормальна, проходження ци буде безперешкодно і дихання буде нормальним та гладким. Дефіцит ци легенів може призвести до загальної втоми, в"ялої мови, слабкого дихання, задишки і надмірного потовиділення.

## Домінування тенденції на зменшення і регулювання водного метаболізму
Як правило, верхні органи У-Сін мають тенденцію до зменшення, а нижні У-Сін органи тенденцію до зростання. Оскільки легені є найвищим органом у системі У-Сін, його ци опускається для підвищення циркуляції ци і рідин організму через тіло і просування їх донизу. Дисфункція легенів із тенденцією до зменшення може призвести до зрушення легеневого ци з такими симптомами, як кашель і затруднене дихання.
Регулювання водних каналів означає регулювння шляхів для циркуляції та виведення води. Циркуляція рідини в організмі є функцією багатьох органів, що мають працювати злагоджено, в тому числі легень. Роль легень в просуванні та підтримці водного обміну залежить від функції низхідного потоку легеневої ци. За нормальних умов, легені можуть передавати рідини вниз до нирок, які проходять через них для того, щоб засвоїти азот, що ми вдихнули, та для того, щоб сечовий міхур міг вивести зайву воду із організму. Їх дисфункція може призвести до дизурії, олігоурії і набряків у даній ділянці.

## Дивись також
Меридіан легень